# Marco Rudolph
Marco Rudolph (ur. 22 maja 1970 w Żytawie) – były niemiecki bokser kategorii piórkowej i lekkiej.

## Mistrzostwa Europy
W 1989 roku na Mistrzostwach Europy w Atenach zdobył srebrny medal w kategorii piórkowej, a w 1991 roku na kolejnych Mistrzostwach Europy w Göteborgu brązowy medal kategorii lekkiej.

## Igrzyska olimpijskie
W 1992 roku w letnich igrzyskach olimpijskich w Barcelonie zdobył srebrny medal.

## Mistrzostwa świata
W 1991 roku zdobył tytuł mistrza świata w Sydney. W 1995 roku w Berlinie zdobył brązowy medal.